# Emanuel Barša
Emanuel Barša (23. ledna 1910 Brno – 8. dubna 1971 Brno) byl český a československý politik Komunistické strany Československa a poslanec Sněmovny lidu Federálního shromáždění na počátku normalizace.

## Biografie
Pocházel z dělnického prostředí. Od roku 1929 byl členem KSČ. Studoval na gymnáziu v Brně, Kroměříži a Boskovicích. Jako delegát se účastnil 7. sjezdu KSČ. Působil v československém Komsomolu a Jednotě proletářské tělovýchovy. Zastával funkci tajemníka Výboru na pomoc demokratickému Španělsku.Za druhé světové války byl hned 1. září 1939 zatčen a vězněn v Buchenwaldu. Politicky se angažoval po roce 1945. Po zavedení krajského zřízení se stal místopředsedou KNV v Brně. Později pracoval ve Státním úřadu důchodového zabezpečení v Praze a zastával post prvního ředitele Státní filharmonie Brno. V 60. letech byl předsedou Městského výboru Svazu protifašistických bojovníků.
Během pražského jara a po invazi vojsk Varšavské smlouvy do Československa patřil ke konzervativnímu, protireformnímu křídlu KSČ. Jeho politická kariéra vyvrcholila na počátku normalizace. Od dubna 1969 zastával funkci vedoucího tajemníka Městského výboru KSČ v Brně a zasedal v předsednictvu Krajského výboru KSČ v Jihomoravském kraji. Po federalizaci Československa usedl do Sněmovny lidu Federálního shromáždění. Mandát nabyl až dodatečně v prosinci roku 1969. V parlamentu setrval do své smrti v roce 1971.
V oficiální posmrtné vzpomínce ve Federálním shromáždění se jeho politická orientace popisuje následovně: „V politickom boji a v období skúšok, ktorými prešla strana v rokoch 1968 a 1969, vystupoval súdruh Barša nekompromisne v boji proti pravicovému oportunizmu a dôsledne obhajoval čistotu marxisticko-leninských ideí.“
Jako soudce z lidu se v 50. letech 20. století podílel na odsouzení dvou lidí v babickém procesu k trestu smrti. Když počátkem 21. století deník Mladá fronta DNES upozornil, že na čestném pohřebišti brněnského hřbitova je umístěn hrob tohoto muže, vznikla okolo toho publicita. Potomek Barši pak požádal o přemístění ostatků.